# Egyed Zsolt
Egyed Zsolt (Miskolc, 1974. április 27. –) magyar elektronikai műszerész, politikus; 2010. május 14. óta a Jobbik Magyarországért Mozgalom országgyűlési képviselője.

## Életrajz
1992-ben maturált gimnáziumban Miskolcon. 1994-ben a miskolci Szemere Bertalan Szakközépiskolában elektronikai műszerész technikusi végzettséget szerzett.
2010. május 14. óta a Jobbik Magyarországért Mozgalom országgyűlési képviselője.
2010. május 14. és 2014. május 5. között a Foglalkoztatási és munkaügyi bizottság tagja. 2010. július 19. és 2014. május 5. között a Foglalkoztatási és munkaügyi bizottság Az elmúlt 8 év kormányzati intézkedéseit vizsgáló albizottságának tagja. 2010. július 19. és 2014. május 5. között a Foglalkoztatási és munkaügyi bizottság Európai ügyek albizottságának tagja. 2014. május 6. óta a Mentelmi bizottság tagja.